# Арзахель (лунный кратер)
Кратер Арзахель (лат. Arzachel) — сравнительно молодой ударный кратер, расположенный в центральной южной части видимой стороны Луны, вблизи нулевого меридиана (проходящего через центр видимого диска Луны), на восточной окраине Моря Облаков. Образование кратера относится к раннеимбрийской эпохе. Впервые описан Яном Гевелием в 1645 г. Кратер назван в честь западноарабского астронома и математика Аз-Заркали (1029—1087). Название утверждено Международным Астрономическим союзом в 1935 г.

## Описание кратера

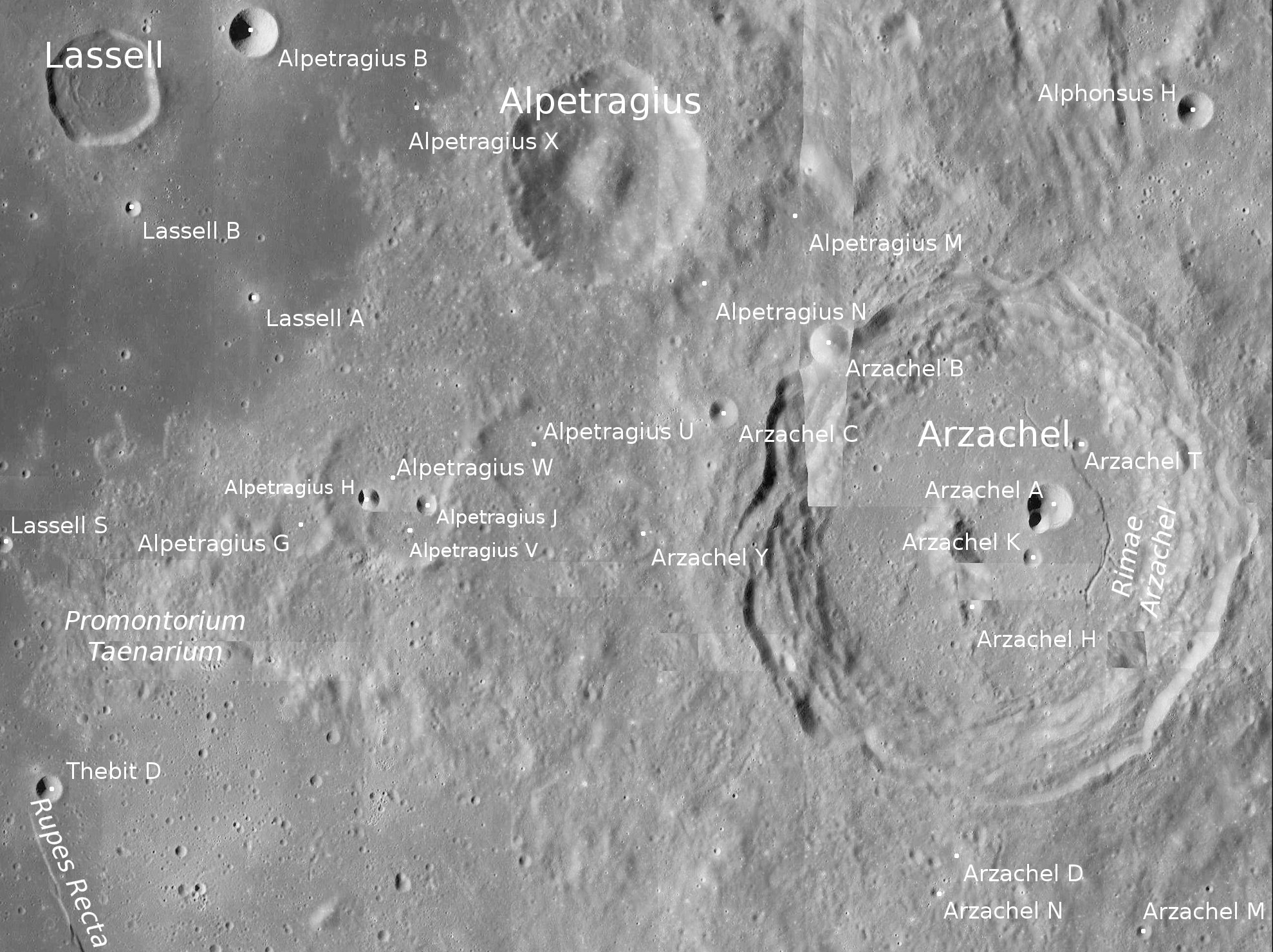
Окрестности кратера Арзахель. Снимок зонда Lunar Reconnaissance Orbiter.

На северо-западе от кратера находится небольшой кратер Аль-Битруджи, на западе — мыс Тенария, на юго-западе — кратер Табит, несколько далее к югу — большой кратер Пурбах, на севере — древний кратер Альфонс. Селенографические координаты центра кратера — 18°16′ ю. ш. 1°56′ з. д. / 18,26° ю. ш. 1,93° з. д. Вместе с кратерами Альфонс и Птолемей он образует хорошо различимую цепочку кратеров. Диаметр кратера Арзахель составляет 97 км, глубина — 3,61 км.

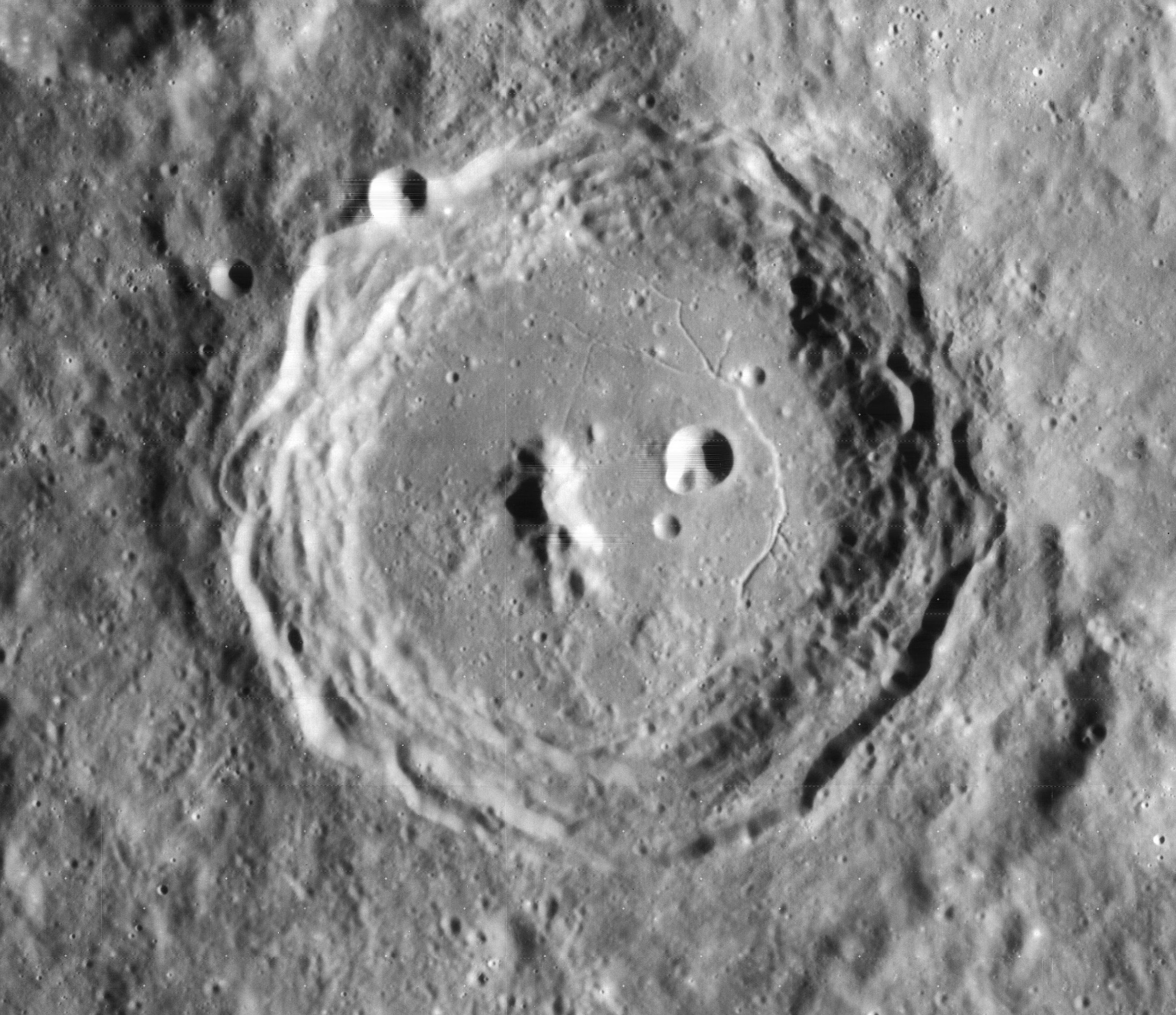
Снимок Lunar Orbiter - IV.

Вал Арзахеля двойной полигональный, с массивным откосом и весьма сложной структурой, заметной, впрочем, лишь в крупные телескопы. Высота вала кратера над дном чаши — 4120 м, над окружающей местностью — 1460 м. Внутренний вал имеет характерные террасы и впадины, особенно заметные в юго-западной части. Дно кратера сравнительно ровное, с небольшими неровностями в юго-западном квадранте. В кратере находится одноимённая система борозд — борозды Арзахеля длиной 50 км, ориентированная от северного вала к южному краю кратера. Центральный пик удлинённый, массивный, несколько смещённый к юго-западу, высотой около 2000 м. На юге от центрального пика находятся небольшие холмы. На востоке от него находится сателлитный кратер Арзахель А (смотри ниже). В северном направлении от центрального пика отходит практически прямая борозда. 
Состав центрального пика — габбро-норито-троктолитовый анортозит с содержанием плагиоклаза 85–90 % (GNTA1) и 80–85 % (GNTA2). Объём кратера составляет приблизительно 9000 км³.

## Наблюдение
Благодаря своей хорошей различимости кратер является одним из наиболее наблюдаемых астрономами-любителями объектов на поверхности Луны. Наилучшее время для наблюдения — седьмой день после новолуния.

## Сателлитные кратеры

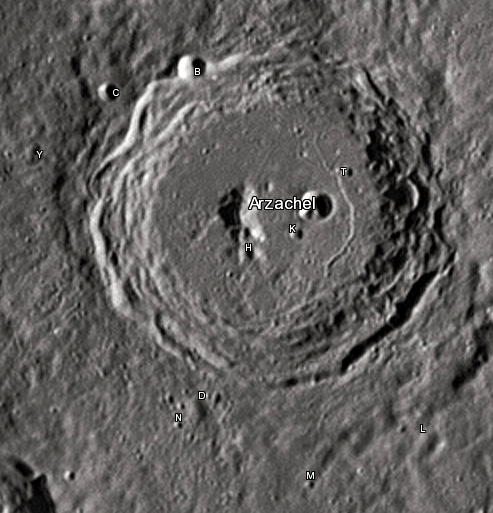
Снимок Девида Кемпбелла.

| Арзахель | Координаты                                          | Диаметр, км |
| -------- | --------------------------------------------------- | ----------- |
| A        | 18°04′ ю. ш. 1°31′ з. д. / 18,06° ю. ш. 1,51° з. д. | 8,7         |
| B        | 17°04′ ю. ш. 2°59′ з. д. / 17,06° ю. ш. 2,98° з. д. | 7,7         |
| C        | 17°29′ ю. ш. 3°25′ з. д. / 17,49° ю. ш. 3,41° з. д. | 5,7         |
| D        | 20°11′ ю. ш. 2°08′ з. д. / 20,19° ю. ш. 2,14° з. д. | 7,5         |
| H        | 18°41′ ю. ш. 2°03′ з. д. / 18,69° ю. ш. 2,05° з. д. | 4,1         |
| K        | 18°23′ ю. ш. 1°37′ з. д. / 18,38° ю. ш. 1,62° з. д. | 3,5         |
| L        | 19°58′ ю. ш. 0°08′ в. д. / 19,96° ю. ш. 0,13° в. д. | 4,4         |
| M        | 20°39′ ю. ш. 0°52′ з. д. / 20,65° ю. ш. 0,87° з. д. | 3,0         |
| N        | 20°25′ ю. ш. 2°16′ з. д. / 20,42° ю. ш. 2,27° з. д. | 2,8         |
| T        | 17°41′ ю. ш. 1°18′ з. д. / 17,68° ю. ш. 1,30° з. д. | 3,0         |
| Y        | 18°16′ ю. ш. 4°16′ з. д. / 18,27° ю. ш. 4,26° з. д. | 3,9         |

## Галерея

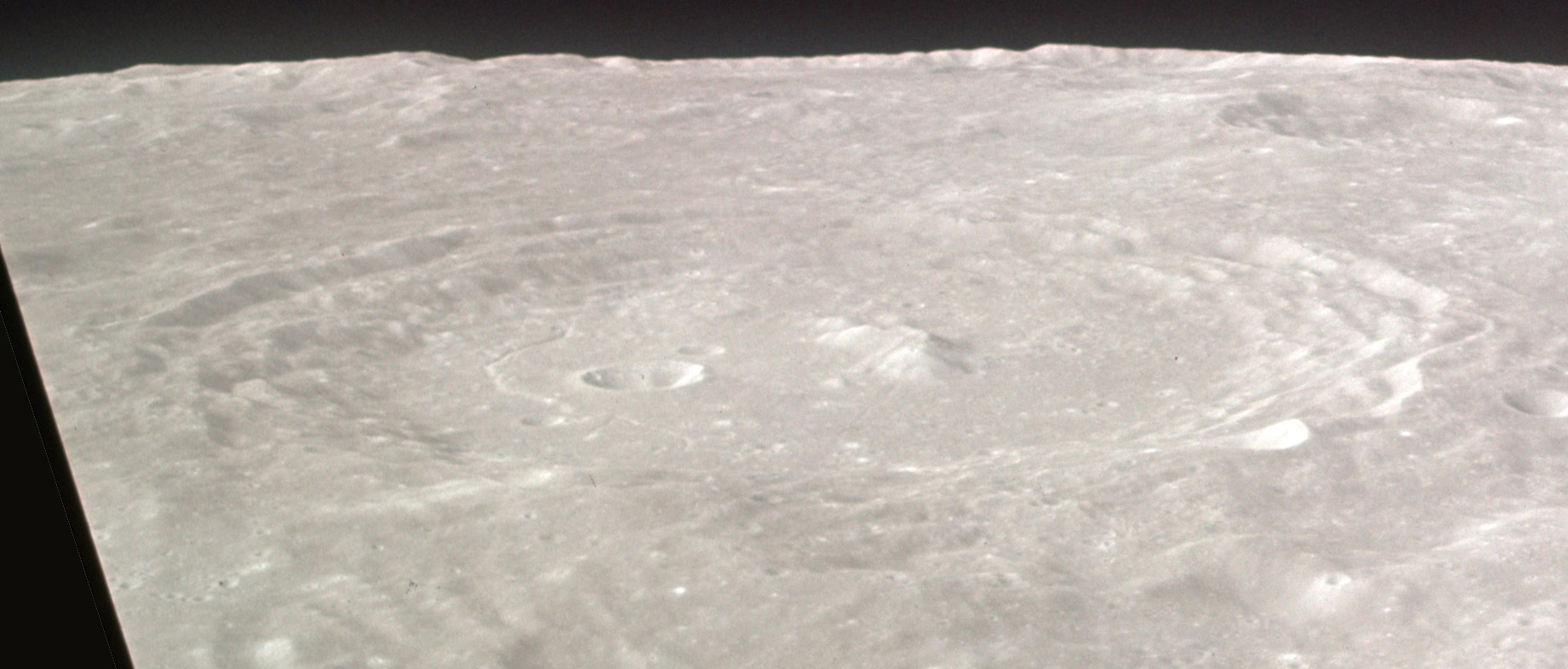
Снимок кратера с борта Аполлона-12.
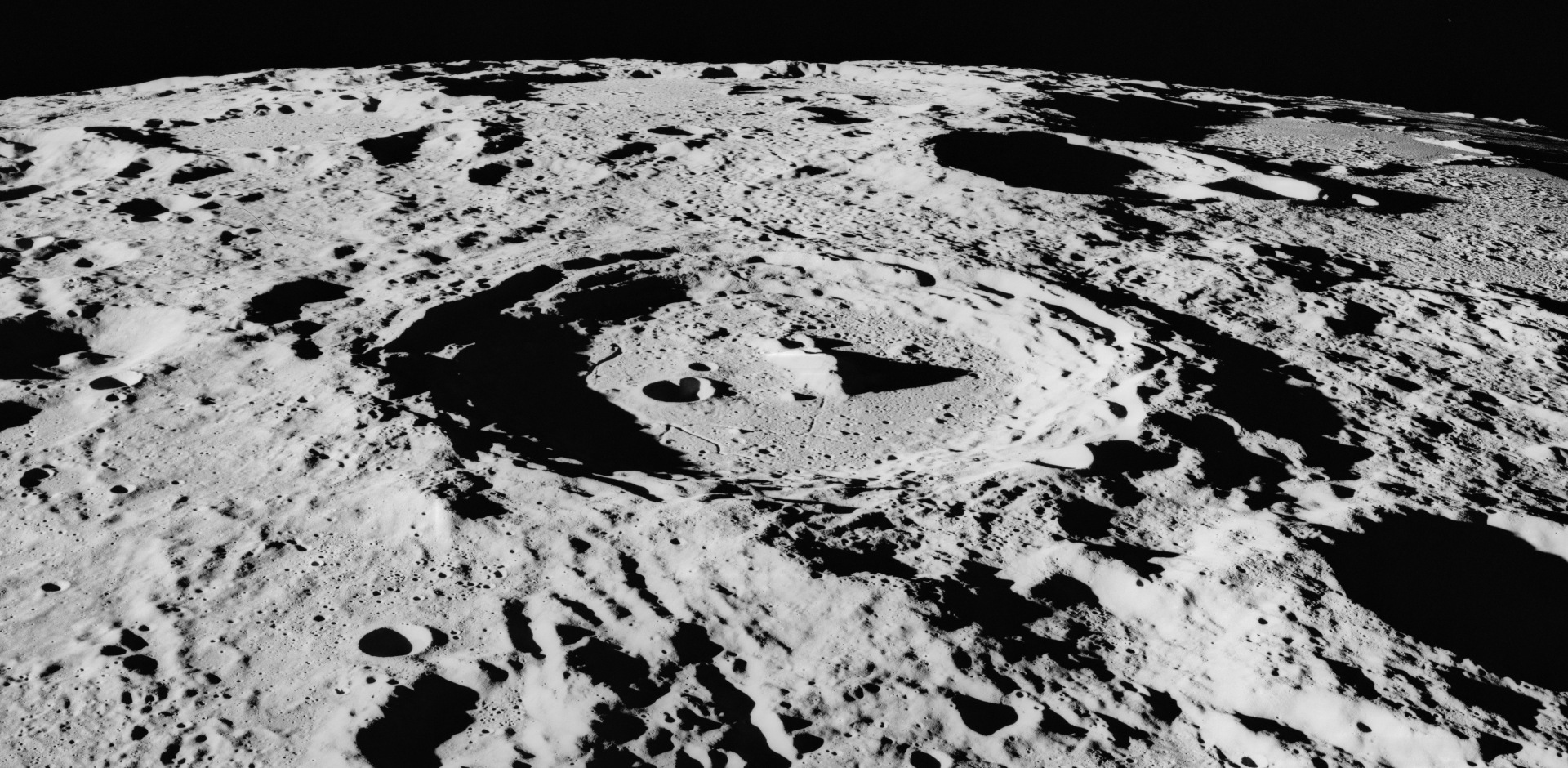
Снимок кратера с борта Аполлона-16.